# María Paleólogo Cantacuceno
María Paleólogo Cantacuceno (en búlgaro: Мария Палеологина Кантакузина, en griego: Μαρία Παλαιολογίνα Καντακουζηνή) fue una princesa bizantina, sobrina del emperador Miguel VIII Paleólogo, y emperatriz consorte de Constantino Tij de Bulgaria e Ivailo de Bulgaria.

## Familia
María fue la segunda hija de Juan Cantacuceno e Irene, la hermana de Miguel VIII Paleólogo. Según Jorge Paquimeres, María fue inusualmente pérfida y astuta y tenía una fuerte influencia sobre el pueblo y el clero. María apoyó a su tío en el golpe de Estado militar y en el cegamiento al legítimo emperador Juan IV Ducas Láscaris, que era hermano de la emperatriz búlgara Irene, segunda esposa del zar Constantino Tij de Bulgaria.

## Matrimonio con Constantino Tij
La deposición y el cegamiento del joven emperador niceno Juan IV Ducas Láscaris por Miguel Paleólogo VIII en 1261 enfrentaron a Constantino Tikh, como el cuñado del depuesto emperador, contra Miguel VIII.
Después de la muerte de la emperatriz Irene Láscarina en 1268 Constantino Tikh buscó una reconciliación con Miguel VIII proponiendo casarse con una princesa bizantina relacionada con los Paleólogo, y Miguel VIII ofreció su sobrina María. María había tenido un matrimonio anterior con Alejo Files, y Constantino Tij había tenido dos. Como condición para la alianza matrimonial, los puertos del Mar Negro de Mesembria y Anquialo iban a ser entregados como dote.
María y Constantino Tij se casaron en 1269. Sin embargo, las disputas por la entrega de la dote prometida a María agriaron la mejorada relación. María se dio cuenta de que el comportamiento de su tío podría afectar su posición en la corte búlgara, por lo que abiertamente puso a su marido contra Miguel VIII. El gobierno búlgaro firmó una alianza con el rey Carlos I de Sicilia, que estaba planeando una campaña contra Miguel VIII con el objetivo de restaurar el Imperio latino. Miguel VIII contraatacó, casando a su hija ilegítima Eufrosina Paleóloga con Nogai Kan de la Horda de Oro, que, como aliado bizantino, saqueó Bulgaria en 1274.
En los últimos años de su reinado, Constantino Tij estaba parcialmente paralizado por una caída de su caballo, y sufría de dolencias no especificadas. El gobierno estaba firmemente en manos de María Cantacucena, que coronó a su hijo Miguel Asen II coemperador poco después de su nacimiento, en aproximadamente 1272. María presidió las relaciones con el Imperio bizantino en la década de 1270, y dirigido la primera sumisión y después asesinó (por envenenamiento) al déspota Jacobo Svetoslav de Vidin, un fuerte aspirante a la corona búlgara, en 1275. La zarina invitó a Jacobo Svetoslav a Tarnovo, prometiendo adoptarlo y permitirle participar en el gobierno del país. En 1275 Jacobo Svetoslav llegó a Tarnovo y fue proclamado como el segundo hijo de María, en una ceremonia oficial, oficiado por el patriarca Ignatiy de Bulgaria. Jacobo murió poco después de su regreso a Vidin. Jorge Paquimeres acusó a María de su muerte.

## Matrimonio con Ivailo
Debido a las costosas e infructuosas guerras, repetidas incursiones de los mongoles, e inestabilidad económica, el gobierno de María se enfrentó a una rebelión en 1277. Lo que está claro es que un criador de cerdos llamado Ivailo se convirtió en líder de los descontentos y atrajo a muchos seguidores (probablemente en su mayoría de clase baja), al afirmar su control sobre un área significativa. El zar Constantino se enfrentó contra Ivailo con su guardia, pero fue derrotado y muerto en su carro. Se le atribuye al mismo Ivailo la muerte del emperador en su carro. Aunque Ivailo fue capaz de extender su autoridad a través de gran parte del país, también encontró resistencia, y la capital Tarnovo permaneció bajo el control del legítimo emperador Miguel Asen II y su madre María Cantacucena.
Los éxitos de Ivailo preocuparon al emperador bizantino Miguel VIII Paleólogo, que casó a su hija mayor, Irene Paleólogo con Iván Asen III, un descendiente de la dinastía gobernante de Bulgaria que vivía en la corte bizantina, y envió tropas a colocarlo en el trono. Esto provocó una alianza entre Ivailo y María Cantacucena, y la emperatriz viuda se casó con Ivailo, que fue reconocido como emperador de Bulgaria en 1278, sin deponer o desheredar al menor Miguel Asen II. La decisión de María fue definido por los bizantinos como «indecente» e «impuro», pues ella era que una descendiente de las nobles familias de los Paleólogos y los Cantacucenos, se había casado con un porquero, que había matado además a su marido. En este sentido Miguel VIII declaró abiertamente que María «había traído la desgracia a su familia» y que «había destruido su reino».
El matrimonio de Ivailo y María no fue feliz. Paquimeres dice que Ivailo odiaba sus caricias e incluso llegó a golpearla. A pesar de que Ivailo resultó ser un marido abusivo, dirigió una exitosa defensa en los pasos de los Balcanes contra las campañas bizantinas para establecer a Iván Asen III en el trono búlgaro. Ivailo se había enfrentado también con éxito contra las ocasionales incursiones mongolas, pero en 1279 un gran ejército mongol lo bloqueó en la fortaleza de Dorostolon (Silistra) en el Danubio durante tres meses. Un rumor de la muerte de Ivailo causó pánico en Tarnovo, donde la nobleza se rindió a un nuevo ejército bizantino y aceptó a Iván Asen III como emperador. Iván Asen III fue entronizado, mientras que Miguel Asen II y María Cantacuceno, que estaba embarazada de Ivailo, fueron enviados al exilio a Constantinopla.
María Cantacuceno e Ivailo tuvieron una hija cuyo nombre se desconoce.